# 디즈니 텔레비전 애니메이션
디즈니 텔레비전 애니메이션(영어: Disney Television Animation, DTVA)은 디즈니 채널의 애니메이션 제작 부문이다.

## 디즈니 제작 애니메이션
- 워즐 (1985)
- 요술곰의 모험나라 (1985)
- 욕심쟁이 오리아저씨 (1987)
- 곰돌이 푸 (1988)
- 칩 앤 데일 (1989)
- 테일스핀 (1990)
- 디즈니 만화동산 (1990)
- 다크윙 덕 (1991)
- 인어공주 (1992)
- 구피와 친구들 (1992)
- 알라딘 (1994)
- 전사 골리앗 (1994)
- 티몬과 품바 (1995)
- 마이티 덕 (1996)
- 쾍 팩 (1996)
- 정글 모험왕 (1996)
- 페퍼 앤 (1997)
- 101마리 달마시안 (1997)
- 헤라클레스 TV시리즈 (1998)
- 우주용사 버즈 (2000)
- 더 프라우드 패밀리 (2001)
- 하우스 오브 마우스 (2001)
- 타잔 (2001)
- 킴 파서블 (2002)
- 릴로와 스티치 TV시리즈 (2003)
- 리틀 아인슈타인 (2005)
- 디 앰파이퍼 뉴 스쿨 (2006)
- 미키마우스 클럽하우스 (2006)
- 리플레이스먼트 (2006)
- 내 친구 티거와 푸 (2007)
- 피니와 퍼브 (2007)
- 특수요원 오소 (2009)
- 어항 속의 하이틴 (2010)
- 테이크 투 위드 피니어스 앤 퍼브 (2010)
- 스턴트 악동 킥 버토우스키 (2010)
- 제이크와 네버랜드 해적들 (2011)
- 피니와 퍼브 무비: 2차원을 넘어서 (2011)
- 모터시티 (2012)
- 트론: 업라이징 (2012)
- 그래비티 폴즈 (2012)
- 닌자보이 랜디 (2012)
- 리틀 프린세스 소피아 (2012)
- 미키마우스 (2013)
- 완다가 간다 (2013)
- 하이호! 일곱난쟁이 (2014)
- 펜 제로: 파트타임 히어로 (2014)
- 프린세스 스타의 모험일기 (2015)
- 오이지와 땅콩 (2015)
- 디센던츠 TV시리즈 (2015)
- 라이온 수호대 (2015)
- 리틀 프린세스 소피아: 엘레나와 비밀의 아발로 왕국 (2016)
- 마일로 머피의 법칙 (2016)
- 아발로 왕국의 엘레나 (2017)
- 리틀 프린세스 소피아: 신비한 섬 (2017)
- 빌리의 탐구생활 (2017)
- 미키의 카레이싱 클럽 (2017)
- 라푼젤 시리즈(2017)
- 도날드 덕 가족의 모험 (2017)
- 빅 히어로6 시리즈 (2018)
- 빅 시티 그린 (2018)
- 멋쟁이 낸시 클랜시 (2018)
- 미키마우스 뒤죽박죽 모험 (2019)
- 신비한 개구리 나라 앰피비아 (2019)
- 아울 하우스 (2020)
- 피니와 퍼브 무비: 캔디스, 우주에 맞서다 (2020) → 디즈니+ 겸용 애니메이션
- 미키마우스의 멋진 대모험 (2020) → 디즈니+ 겸용 애니메이션
- 몬스터 근무일지 (2021) → 디즈니+ 겸용 애니메이션
- 미키마우스 펀하우스 (2021)
- 몰리 맥기와 유령 (2021)
- 치비 아기자기 이야기 (2021)
- 일어나 소리쳐봐 (2022)
- 앨리스의 이상한 나라 베이커리 (2022)
- 프라우드 패밀리: 라우더 앤 프라우더 (2022) → 디즈니+ 겸용 애니메이션
- 치비버스 (2022)
- 햄스터와 그레텔 (2022)
- 긴급 구조 친구들 (2022)
- 문걸과 데빌 다이노소어 (2023)
- 키프 (2023)
- 헤일리는 임무중! (2023)
- 곰돌이 푸 그리고 나 (2023, 워킹 타이틀작)
- 좀비스: The Re-Animated Serise (2024)
- 프리모스 (2024)
- 스튜고 (2025)

## 방영 예정 애니메이션
- 미키마우스 클럽하우스+ (2025, 2006년 리부트작) → 디즈니 주니어에서 방영예정
- 리틀 프린세스 소피아: 로열 매직 → (2026, 리틀 프린세스 소피아의 스핀 오프)
- 티니 트레이블저스 (2026) → 디즈니주니어에서 방영예정
- 더스티 듀프리 (TBA) → 디즈니주니어에서 방영예정
- 쿠키스 앤 밀크 (TBA) → 디즈니채널에서 방영예정
- 다크윙 덕 (TBA, 1990년 리부트작) → 디즈니+ 겸용 애니메이션
- 테일스핀 (TBA, 1991년 리부트작) → 디즈니+ 겸용 애니메이션
- 위치버스 (TBA) → 디즈니+ 겸용 애니메이션
- 인터캣츠 (TBA) → 디즈니+ 겸용 애니메이션

## 외주제작 애니메이션
- 미국 본사
- 러프 드래프트 스튜디오
- 툰 시티
- 티트마우스
- 머큐리 필름워크스
- 와일드 카라니 애니메이션
- 와일드브레인
- 테크니컬러 애니메이션 프로덕션
- 아이콘 크리에이티브 스튜디오
- 스니플 애니메이션 스튜디오
- 바 프로덕션
- 한국 서울본사
- 동우에이앤이 (동우동화,동우애니메이션)
- 한호흥업
- 에이콤 프로덕션
- 새롬 애니메이션
- CNK 인터내셔널 (코코 엔터프라이즈)
- 크레이지버드 스튜디오
- 선우앤컴퍼니 (선우엔터테인먼트,엔팝)
- 토이온 애니메이션 스튜디오
- 예림 프로덕션
- 러프 드래프트 코리아
- 슈가큐브
- 에스엠아이피 (선민 이미지 픽처스)
- 지역 본사
- 왕 필름 프로덕션스 대만
- 아토믹 카툰스 영국
- 브라운 백 필름 아일랜드
- 팀투 프랑스

## 같이 보기
- 디즈니 제너럴 엔터테인먼트 컨텐트